# Ruth Muskrat Bronson
Ruth Muskrat Bronson   (Territori Indi, 3 d'octubre de 1897 - Tucson, 12 de juny de 1982), també coneguda com a Ruth Margaret Muskrat, fou una poeta, docent i funcionària federal cherokee, considerada una de les activistes pels drets dels pobles indígenes més importants del segle xx.

## Biografia
Filla d'un cherokee i una irlandesa, estudià tres semestres a la Universitat d'Oklahoma a partir del 1919, i l'estiu del 1921 fou enviada a treballar a la reserva dels mescalero, a Nou Mèxic, per a la Young Women's Christian Association (YWCA). Gràcies al report que elaborà sobre els seus esforços per la mobilització dels indígenes, rebé una beca de la Universitat de Kansas que li permeté estudiar-hi uns altres tres semestres. El 1922, viatjà a una conferència internacional juvenil a Pequín com a part de la delegació de la YWCA. Fou una de les primeres dones ameríndies a exercir de representant estudiantil a l'estranger. Durant el trajecte, que feu parada a Hawaii, Manxúria, el Japó, Corea i Hong Kong, Muskrat cridà l'atenció de la premsa internacional i prengué força per a la lluita per la igualtat racial. El 1923, pronuncià un discurs a la Casa Blanca adreçat al president dels Estats Units, Calvin Coolidge, en què reclamava que els indígenes poguessin obtenir la ciutadania estatunidenca, però també la preservació dels elements culturals propis dels seus pobles. Al llarg de la seva trajectòria com a activista indigenista, reivindicà l'autodeterminació dels pobles amerindis, la millora de l'accés a l'educació i l'atorgació de la nacionalitat als indígenes. El mateix 1923, obtingué una beca per a estudiar al Mount Holyoke College, on es graduà el 1925 amb un títol en literatura anglesa. Després es posà a fer classes a l'internat Haskell Indian Boarding School, a Lawrence (Kansas), fins al 1930. El 1928, es casà amb l'enginyer mecànic John Franklin Bronson, amb qui adoptarien una nena ameríndia. A partir del 1930, passà catorze anys com a funcionària del Bureau of Indian Affairs, fent d'orientadora professional per a dones indígenes graduades en la universitat. També hi col·laborà distribuint fons federals en beques i préstecs per a estudiants. El 1944 i el 1945 publicà Indians Are People Too i The Church in Indian Life, respectivament. Així mateix, el 1945 fou designada secretària executiva del National Congress of American Indians (NCAI), i al cap de deu anys al càrrec fou elegida tresorera de l'organització fins al 1957. Finalment, morí el 12 de juny del 1982 a Tucson i fou soterrada al Riverside Cemetery de Waterbury (Connecticut).

## Obra
- Indians Are People Too (1944)
- The Church in Indian Life (1945)